# Durdy
Durdy – wieś w Polsce położona w województwie podkarpackim, w powiecie tarnobrzeskim, w gminie Baranów Sandomierski.
W latach 1975–1998 miejscowość administracyjnie należała do województwa tarnobrzeskiego.

## Części wsi
| SIMC    | Nazwa          | Rodzaj    |
| ------- | -------------- | --------- |
| 0787224 | Bania          | część wsi |
| 0787230 | Budy Wolacze   | część wsi |
| 0787247 | Goły Bór       | część wsi |
| 0787253 | Góry           | część wsi |
| 0787260 | Kolonia        | część wsi |
| 0787276 | Krasiczyn      | część wsi |
| 0787282 | Pagrądki       | część wsi |
| 0787299 | Podkorzeń      | część wsi |
| 0787307 | Polki          | część wsi |
| 0787313 | Poręby         | część wsi |
| 0787320 | Przywory       | część wsi |
| 0787336 | Staw           | część wsi |
| 0787342 | Wielkie Pniaki | część wsi |
| 0787359 | Za Ługiem      | część wsi |

## Historia

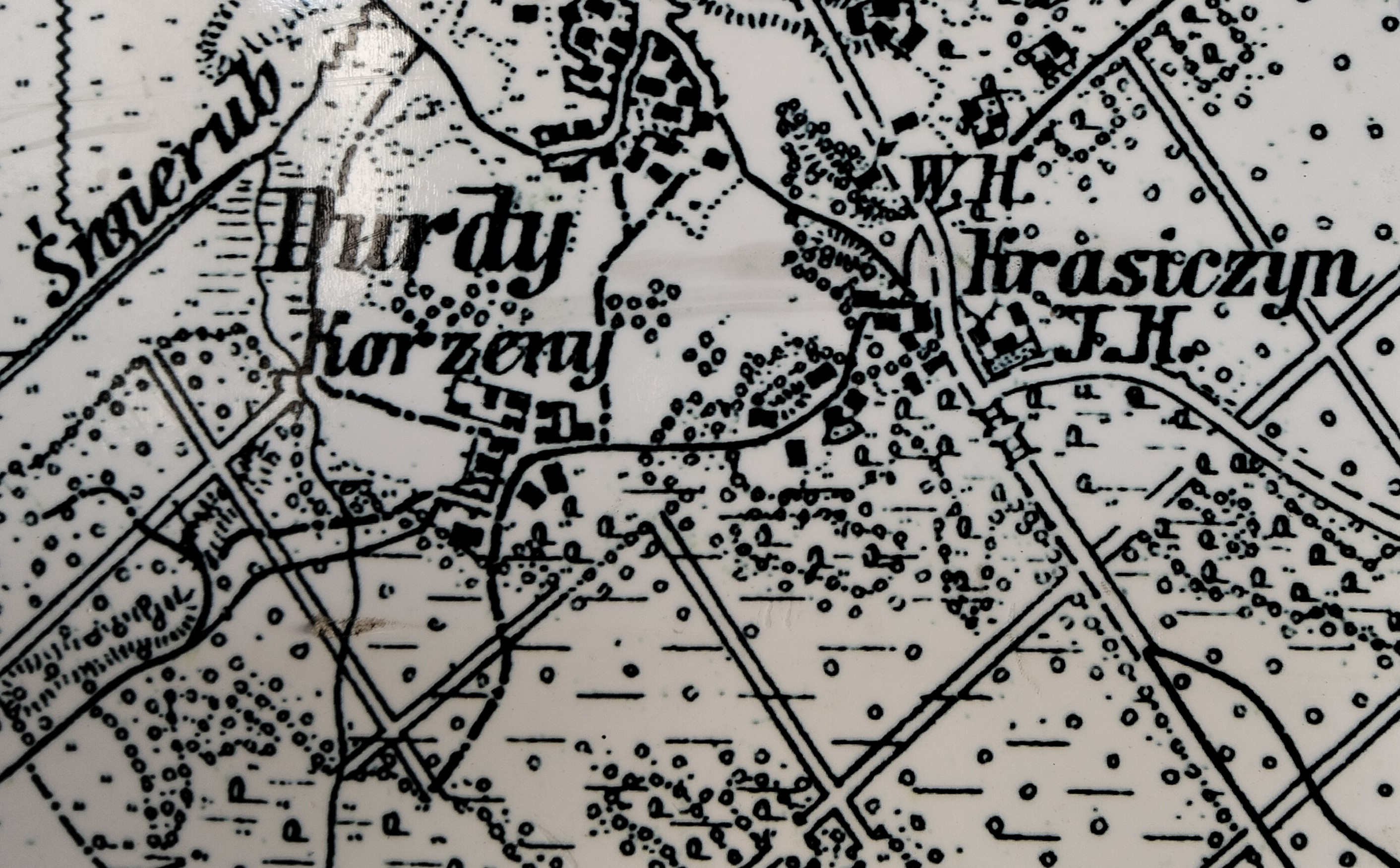
Wieś na mapie z 1915

W 1777 r. we wsi wybudowano murowana kapliczkę. Wewnątrz znajduje się obraz z XIX wieku Matki Boskiej Częstochowskiej i rzeźba Chrystusa Frasobliwego.
W 1880 r. wieś liczyła 636 mieszkańców w 94 domostwach.
W 1947 r. na skrzyżowaniu dróg w kierunku Majdanu ustawiono figurę św. Mikołaja, którą ufundowali mieszkańcy wsi. Natomiast w latach 1951-1952 na działce Stanisława Durdy stanęła drewniana oszklona kapliczkę z figurą Najświętszej Marii Panny Niepokalanie Poczętej. Powstała ona z jego własnych nakładów finansowych. We wsi znajdują się także kapliczki szafkowe na drzewach (m.in. przy drodze w kierunku leśniczówki z obrazem Św. Rodziny).
Od 1951 r. w Durdach działa ochotnicza straż pożarna.

## Urodzeni w Durdach
- Waldemar Durda  – polski duchowny rzymskokatolicki z tytułem doktora, proboszcz i kustosz bazyliki kolegiackiej św. Małgorzaty w Nowym Sączu, dziekan nowosądecki, działacz społeczny[8].